# Coupe du Liechtenstein de football 1989-1990
Navigation
Édition précédente Édition suivante
La coupe du Liechtenstein 1989-1990 de football est la 45e édition de la Coupe nationale de football, la seule compétition nationale du pays en l'absence de championnat.
La finale est disputée à Triesen, le 24 mai 1990, entre le FC Vaduz et l'USV Eschen/Mauren. 
Le FC Vaduz remporte le trophée en battant l'USV Eschen/Mauren. Il s'agit du 23e titre de l'histoire du club dans la compétition.

## 1ertour
Le FC Balzers est exempté de ce tour.
| Équipe 1             | Résultat | Équipe 2          |
| -------------------- | -------- | ----------------- |
| USV Eschen/Mauren II | 2 - 1    | FC Triesen        |
| FC Ruggell           | 3 - 2    | FC Vaduz II       |
| FC Triesenberg       | 0 - 2    | FC Vaduz          |
| FC Schaan            | 1 - 2    | USV Eschen/Mauren |
| FC Triesenberg II    | 2 - 3    | FC Ruggell II     |
| FC Schaan            | 1 - 4    | FC Triesen II     |
| FC Schaan Azzurri    | 2 - 5    | FC Balzers II     |

## Quarts de finale
| Équipe 1             | Résultat | Équipe 2          |
| -------------------- | -------- | ----------------- |
| FC Ruggell           | 2 - 5    | FC Balzers        |
| FC Balzers II        | 1 - 6    | USV Eschen/Mauren |
| USV Eschen/Mauren II | 1 - 4    | FC Vaduz          |
| FC Triesen II        | 4 - 1    | FC Ruggell II     |

## Demi-finales
| Équipe 1          | Résultat | Équipe 2   |
| ----------------- | -------- | ---------- |
| USV Eschen/Mauren | 3 - 0    | FC Balzers |
| FC Triesen II     | 1 - 4    | FC Vaduz   |

## Finale
| 24 mai 1990 | FC Vaduz | 4 - 1 | USV Eschen/Mauren | Triesen |  |
|             |          |       |                   |         |  |